# Ray O'Connor
Pour les articles homonymes, voir O'Connor.
 (août 2023).
Si vous disposez d'ouvrages ou d'articles de référence ou si vous connaissez des sites web de qualité traitant du thème abordé ici, merci de compléter l'article en donnant les références utiles à sa vérifiabilité et en les liant à la section « Notes et références ».
Raymond James O'Connor, né le 6 mars 1926 à Perth (Australie-Occidentale) et mort le 25 février 2013 , est un homme d'État. Il a été le 22e premier ministre d'Australie-Occidentale.

## Biographie
Il est né à Perth et a rejoint l'armée australienne où il a servi dans la section du renseignement, son commandant étant alors Sir Charles Court (en).
Avant d'entrer au Parlement, O'Connor a été un brillant sportif - il a été champion de l'État en  course de haies et lancer du disque et aussi un bon footballeur d'Australian Rules.
Sa première tentative pour entrer au Parlement fut un échec lorsqu'il se présenta comme candidat libéral indépendant.

### Carrière politique
Il rejoignit le Parti libéral en 1957 et, aux élections générales de 1959, fut élu député de Perth North, en battant le député sortant travailliste, qui occupait le siège depuis vingt-six ans.
O'Connor est devenu premier ministre après la démission de Sir Charles Court. Il a été battu aux élections suivantes, après un peu plus d'un an en fonction.

### Procès et condamnation
Une enquête de la Commission royale sur la conduite des affaires par le gouvernement a été menée en 1991 et 1992. Le rapport de la Commission a révélé qu'il avait reçu un chèque de 25 000 dollars par les dirigeants de la Bond Corporation en 1984 pour corrompre les conseillers de la ville de Stirling et leur faire approuver le plan d'aménagement de Scarborough. Il a été montré qu'il avait gardé l'argent pour lui-même.
Il est passé en procès en 1995 pour vol et diffamation et a été condamné à six mois de prison.